# Erin Cuthbert
Erin Cuthbert (Irvine, 19 luglio 1998) è una calciatrice scozzese, centrocampista del Chelsea e della nazionale scozzese.

## Carriera

### Nazionale
Cuthbert viene convocata dalla federazione calcistica della Scozia (Scottish Football Association - SFA) per vestire la maglia delle nazionali giovanili, inizialmente dalla formazione Under-16 impegnata in una doppia amichevole del 1º e 3 novembre 2011 con le pari età della Germania, debuttando nel primo incontro perso per 3-0 con le tedesche.
In seguito la responsabile della formazione Under-17 Pauline Hamill, in preparazione della fase di qualificazione all'Europeo di categoria di Inghilterra 2014, la inserisce in rosa nell'amichevole del 12 giugno 2013 giocata con il Galles all'Ainslie Park di Edimburgo, dove scende in campo da titolare e dove segna la sua prima rete, quella che al 64' fissa sul definitivo 7-0 il risultato dell'incontro, prima della sua sostituzione con Dana Baird due minuti più tardi.
Hamill la riconferma sia nella fase di qualificazione, dove fa il suo debutto in una competizione ufficiale UEFA il 2 agosto 2013, in Scozia Montenegro 5-1, che, come vincitrice del gruppo 5, alla fase finale, per la prima volta nella storia sportiva della Scozia, da quell'anno con formula portata a otto squadre. Inserita nel gruppo B con Francia, Germania e Spagna la squadra si classifica all'ultimo posto e viene eliminata dal torneo. Cuthbert viene impiegata ancora in numerose amichevoli prima di partecipare alle qualificazioni all'Europeo di Islanda 2015, giocando tutti i sei incontri disputati dalla sua nazionale che, posizionandosi seconda dietro la Francia nel gruppo 6 della fase élite non riesce ad accedere alla fase finale. In tutto, tra amichevoli e incontri UEFA, con la U-17 scozzese Cuthbert totalizza 23 presenze e 6 reti segnate.
Raggiunti i limiti d'età, nel 2015 il tecnico della formazione Under-19 Gareth Evans la convoca per l'amichevole del 18 agosto 2015 pareggiata con l'Irlanda, per poi inserirla in rosa nella squadra impegnata alla qualificazione all'Europeo U19 di Slovacchia 2016. Impiegata da Evans in tutte le sei partite della fase di qualificazione, segna 2 reti determinanti per il passaggio alla fase élite, il 15 settembre 2015 quella che al 47' riporta la sua squadra in vantaggio (2-1) sull'Ucraina, incontro poi terminato 3-2 per le scozzesi, e cinque giorni più tardi quella che al 35' fissa sul definitivo 2-1 la partita vinta sull'Austria. Alla squadra, inserita nel gruppo 5, non riuscendo a conquistare conquistare il primo posto viene negata la possibilità di accedere alla fase finale.
Evans le rinnova la fiducia anche per la fase di qualificazione all'edizione di Irlanda del Nord 2017, dove Cuthbert indossa la fascia di capitano contribuendo alla qualificazione della sua squadra per la fase finale. Nella prima fase si mette in evidenza per le 5 reti inflitte all'Albania nell'incontro del 14 settembre 2016 vinto per 11-0, alle quali si aggiungono le altre 5 della fase élite vestendo per l'ultima volta la maglia della nazionale U19 il 9 aprile 2017, nell'incontro vinto 5-0 sulle pari età dell'Ucraina.
Nel frattempo, grazie alle sue prestazioni nelle giovanili, nel 2016 viene convocata dal tecnico Anna Signeul nella nazionale maggiore, inserita nella rosa della squadra impegnata alle qualificazioni all'edizione dell'Europeo dei Paesi Bassi 2017, dove fa il suo debutto il 7 giugno 2016 nell'incontro vinto 1-0 sulla Bielorussia. Dopo quest'esperienza Signeul ne testa lo stato di preparazione in altre cinque occasioni, nella doppia amichevole del 20 e 23 gennaio 2017 con la Danimarca (2-2 e 1-1), dove nella prima, dopo aver rilevato Leanne Ross nel secondo tempo, va a segno al 72'. Ottenuta la storica qualificazione della Scozia, Signeul la inserisce nella lista delle prime 22 atlete convocate per la fase finale emessa il 27 giugno 2017.. Cuthbert, impiegata in tutti e tre gli incontri, condivide con le compagne il percorso della Scozia che, inserita nel gruppo D con Inghilterra, Portogallo e Spagna, perde la partita 6-0 con le inglesi, 2-1 con le portoghesi, dove Cuthbert è autrice dell'unica marcatura per la Scozia al 68' che riporta temporaneamente l'incontro sulla parità, e l'ininfluente vittoria per 1-0 sulle spagnole, rete al 42' di Caroline Weir, venendo eliminate dal torneo.

## Statistiche

### Cronologia presenze e reti in nazionale
| Cronologia completa delle presenze e delle reti in nazionale ― Scozia | Cronologia completa delle presenze e delle reti in nazionale ― Scozia | Cronologia completa delle presenze e delle reti in nazionale ― Scozia | Cronologia completa delle presenze e delle reti in nazionale ― Scozia | Cronologia completa delle presenze e delle reti in nazionale ― Scozia | Cronologia completa delle presenze e delle reti in nazionale ― Scozia | Cronologia completa delle presenze e delle reti in nazionale ― Scozia | Cronologia completa delle presenze e delle reti in nazionale ― Scozia |
| Data                                                                  | Città                                                                 | In casa                                                               | Risultato                                                             | Ospiti                                                                | Competizione                                                          | Reti                                                                  | Note                                                                  |
| --------------------------------------------------------------------- | --------------------------------------------------------------------- | --------------------------------------------------------------------- | --------------------------------------------------------------------- | --------------------------------------------------------------------- | --------------------------------------------------------------------- | --------------------------------------------------------------------- | --------------------------------------------------------------------- |
| 10-6-2017                                                             | Falkirk                                                               | Scozia                                                                | 2 – 0                                                                 | Romania                                                               | Amichevole                                                            | 2                                                                     | 72’                                                                   |
| 8-7-2017                                                              | Glasgow                                                               | Scozia                                                                | 1 – 0                                                                 | Irlanda                                                               | Amichevole                                                            | 1                                                                     |                                                                       |
| 19-7-2017                                                             | Utrecht                                                               | Inghilterra                                                           | 6 – 0                                                                 | Scozia                                                                | Euro 2017 - 1º turno                                                  | -                                                                     | 63’                                                                   |
| 23-7-2017                                                             | Rotterdam                                                             | Scozia                                                                | 1 – 2                                                                 | Portogallo                                                            | Euro 2017 - 1º turno                                                  | 1                                                                     | 54’                                                                   |
| 26-7-2017                                                             | Deventer                                                              | Scozia                                                                | 1 – 0                                                                 | Spagna                                                                | Euro 2017 - 1º turno                                                  | -                                                                     |                                                                       |
| 14-9-2017                                                             | Budapest                                                              | Ungheria                                                              | 0 – 3                                                                 | Scozia                                                                | Amichevole                                                            | 2                                                                     | 90+1’                                                                 |
| 19-10-2017                                                            | Minsk                                                                 | Bielorussia                                                           | 1 – 2                                                                 | Scozia                                                                | Qual. Mondiali 2019                                                   | 1                                                                     | 78’                                                                   |
| 24-10-2017                                                            | Dundee                                                                | Scozia                                                                | 5 – 0                                                                 | Albania                                                               | Qual. Mondiali 2019                                                   | 1                                                                     | 65’                                                                   |
| 19-1-2018                                                             | Oslo                                                                  | Norvegia                                                              | 3 – 0                                                                 | Scozia                                                                | Amichevole                                                            | -                                                                     | 57’                                                                   |
| 6-3-2018                                                              | Auckland                                                              | Nuova Zelanda                                                         | 0 – 2                                                                 | Scozia                                                                | Amichevole                                                            | 1                                                                     |                                                                       |
| 5-4-2018                                                              | Sciaffusa                                                             | Svizzera                                                              | 1 – 0                                                                 | Scozia                                                                | Qual. Mondiali 2019                                                   | -                                                                     |                                                                       |
| 10-4-2018                                                             | Paisley                                                               | Scozia                                                                | 3 – 0                                                                 | Polonia                                                               | Qual. Mondiali 2019                                                   | 1                                                                     | 69’                                                                   |
| 7-6-2018                                                              | Glasgow                                                               | Scozia                                                                | 2 – 1                                                                 | Bielorussia                                                           | Qual. Mondiali 2019                                                   | 2                                                                     |                                                                       |
| 12-6-2018                                                             | Kielce                                                                | Polonia                                                               | 2 – 3                                                                 | Scozia                                                                | Qual. Mondiali 2019                                                   | -                                                                     |                                                                       |
| 30-8-2018                                                             | Paisley                                                               | Scozia                                                                | 2 – 1                                                                 | Svizzera                                                              | Qual. Mondiali 2019                                                   | 1                                                                     |                                                                       |
| 4-9-2018                                                              | Scutari                                                               | Albania                                                               | 1 – 2                                                                 | Scozia                                                                | Qual. Mondiali 2019                                                   | 1                                                                     |                                                                       |
| 13-11-2018                                                            | Dundee                                                                | Scozia                                                                | 0 – 1                                                                 | Stati Uniti                                                           | Amichevole                                                            | -                                                                     |                                                                       |
| 21-1-2019                                                             | Edimburgo                                                             | Scozia                                                                | 1 – 2                                                                 | Spagna                                                                | Amichevole                                                            | -                                                                     |                                                                       |
| 1-3-2019                                                              | Glasgow                                                               | Scozia                                                                | 0 – 1                                                                 | Canada                                                                | Amichevole                                                            | -                                                                     |                                                                       |
| 4-3-2019                                                              | Reykjavík                                                             | Islanda                                                               | 1 – 4                                                                 | Scozia                                                                | Amichevole                                                            | 1                                                                     | 62’                                                                   |
| 5-4-2019                                                              | Paisley                                                               | Scozia                                                                | 1 – 1                                                                 | Cile                                                                  | Amichevole                                                            | 1                                                                     |                                                                       |
| 8-4-2019                                                              | Dundee                                                                | Scozia                                                                | 1 – 0                                                                 | Brasile                                                               | Amichevole                                                            | -                                                                     | 86’                                                                   |
| 28-5-2019                                                             | Glasgow                                                               | Scozia                                                                | 3 – 2                                                                 | Giamaica                                                              | Amichevole                                                            | 1                                                                     | 80’                                                                   |
| 9-6-2019                                                              | Nizza                                                                 | Inghilterra                                                           | 2 – 1                                                                 | Scozia                                                                | Mondiali 2019 - 1º turno                                              | -                                                                     |                                                                       |
| 14-6-2019                                                             | Rennes                                                                | Giappone                                                              | 2 – 1                                                                 | Scozia                                                                | Mondiali 2019 - 1º turno                                              | -                                                                     |                                                                       |
| 19-6-2019                                                             | Parigi                                                                | Scozia                                                                | 3 – 3                                                                 | Argentina                                                             | Mondiali 2019 - 1º turno                                              | 1                                                                     | 85’                                                                   |
| 8-11-2019                                                             | Elbasan                                                               | Albania                                                               | 0 – 5                                                                 | Scozia                                                                | Qual. Euro 2022                                                       | 1                                                                     |                                                                       |
| 23-10-2020                                                            | Edimburgo                                                             | Scozia                                                                | 3 – 0                                                                 | Albania                                                               | Qual. Euro 2022                                                       | -                                                                     |                                                                       |
| 27-10-2020                                                            | Helsinki                                                              | Finlandia                                                             | 1 – 0                                                                 | Scozia                                                                | Qual. Euro 2022                                                       | -                                                                     |                                                                       |
| 26-11-2020                                                            | Lisbona                                                               | Portogallo                                                            | 1 – 0                                                                 | Scozia                                                                | Qual. Euro 2022                                                       | -                                                                     |                                                                       |
| 1-12-2020                                                             | Edimburgo                                                             | Scozia                                                                | 0 – 1                                                                 | Finlandia                                                             | Qual. Euro 2022                                                       | -                                                                     |                                                                       |
| 18-2-2021                                                             | Nicosia                                                               | Cipro                                                                 | 0 – 10                                                                | Scozia                                                                | Qual. Euro 2022                                                       | 2                                                                     | 64’                                                                   |
| 14-7-2023                                                             | Dundee                                                                | Scozia                                                                | 3 – 0                                                                 | Irlanda del Nord                                                      | Amichevole                                                            | 1                                                                     |                                                                       |
| 18-7-2023                                                             | Tampere                                                               | Finlandia                                                             | 1 – 2                                                                 | Scozia                                                                | Amichevole                                                            | 1                                                                     | 90+2’                                                                 |
| 31-10-2023                                                            | Glasgow                                                               | Scozia                                                                | 0 – 1                                                                 | Paesi Bassi                                                           | UEFA Women's Nations League 2023-2024 - 1º turno                      | -                                                                     | 61’                                                                   |
| 1-12-2023                                                             | Bruxelles                                                             | Belgio                                                                | 1 – 1                                                                 | Scozia                                                                | UEFA Women's Nations League 2023-2024 - 1º turno                      | 1                                                                     |                                                                       |
| 5-12-2023                                                             | Glasgow                                                               | Scozia                                                                | 0 – 6                                                                 | Inghilterra                                                           | UEFA Women's Nations League 2023-2024 - 1º turno                      | -                                                                     |                                                                       |
| 24-2-2024                                                             | Paisley                                                               | Scozia                                                                | 2 – 0                                                                 | Filippine                                                             | Amichevole                                                            | -                                                                     |                                                                       |
| 27-2-2024                                                             | Glasgow                                                               | Scozia                                                                | 1 – 1                                                                 | Finlandia                                                             | Amichevole                                                            | -                                                                     |                                                                       |
| Totale                                                                |                                                                       | Presenze                                                              | 39                                                                    |                                                                       | Reti                                                                  | 24                                                                    |                                                                       |

## Palmarès

### Club
- Campionato scozzese: 2

Glasgow City: 2015, 2016
- Scottish Women's Cup: 1

Glasgow City: 2015
- Scottish Women's League Cup: 1

Glasgow City: 2015
- Campionato inglese: 6

Chelsea: 2017-2018, 2019-2020, 2020-2021, 2021-2022, 2022-2023, 2023-2024
- Women's FA Cup: 4

Chelsea: 2017-2018, 2020-2021, 2021-2022, 2022-2023
- FA Women's League Cup: 2

Chelsea: 2019-2020, 2020-2021
- FA Women's Community Shield: 1

Chelsea: 2020

### Nazionale
- Pinatar Cup: 1

2020